# Wstęgówka karminówka
Wstęgówka karminówka (Catocala electa)  – euroazjatycki gatunek motyla z rodziny mrocznicowatych i podrodziny Erebinae. W Polsce występuje na obszarze całego kraju. Jest polifagiem. Na Czerwonej Liście Zwierząt Ginących i Zagrożonych w Polsce zaklasyfikowany został w kategorii VU (narażony).